# Kermiskoek
Kermiskoek, também conhecido como Tielsche kermiskoek ou liefdeskoek, é um tipo de bolo originário dos Países Baixos. 

## História
Tradicionalmente, os kermiskoeken eram feito apenas em outubro, nas preparações para a feira anual de outono de Tiel. Nessa época, os ingredientes utilizados estavam frescos e teriam o sabor ainda mais realçado após amadurecerem na receita.
De acordo com a tradição, o kermiskoek era assado por filhos de agricultores, que entregavam o bolo como uma proposta de casamento a suas pretendentes. Os dois deveriam tomar um café juntos; se a pretendente o oferecesse um pedaço do bolo, isso significa que ela aceitava o pedido.
Atualmente, dar o bolo não representa mais uma proposta de casamento, mas ainda é visto como uma expressão de afeição entre parceiros, familiares e amigos. 
Um dos primeiros registros históricos do kermiskoek na cultura popular é uma canção presente em De volksvermaken, um livro escrito por Jan ter Gouw em 1871.

## Herança
A padaria G. van Ooijen, em Tiel, é considerada responsável pela popularização da receita no país; em 1840, o estabelecimento foi contemplado com o título de Hofleverancier (fornecedor de produtos oficial da família real holandesa). Desde 2015, o kermiskoek consta no Nationale Inventaris Immaterieel Cultureel Erfgoed in Nederland (Inventário Nacional do Patrimônio Cultural Imaterial dos Países Baixos). O Inventário Nacional holandês corresponde às regras internacionais da Convenção da UNESCO para a Proteção do Patrimônio Imaterial.
Em 2017, o kermiskoek foi escolhido pra representar a província da Guéldria em uma série de selos comemorativos da culinária holandesa lançada pelos correios do país.

## Preparação
Tradicionalmente, o kermiskoek é preparado com mel de Batávia recém-colhido e farinha de centeio, e coberto com kandijsuiker, um tipo de açúcar em pedras. A receita é temperada com sete especiarias diferentes: noz moscada, canela, casca de laranja, cravo-da-índia, cardamomo, pimenta-do-reino e gengibre.
Nas padarias tradicionais, o bolo é feito em assadeiras de madeira, que dão um sabor especial à receita. O bolo é deixado para "amadurecer" após ser assado, por períodos que vão de alguns dias até seis ou sete semanas. 
Algumas versões da receita incluem amêndoas moídas em sua composição.